# Nagroda Sixtena Heymana
Nagroda Sixtena Heymana (szw. Sixten Heymans pris) – nagroda przyznawana od 1938 co trzy lata przez Uniwersytet w Göteborgu, na przemian w dziedzinie literatury i nauk ścisłych.
Jej wartość w 2016 wynosiła 300 tys. koron szwedzkich.
Pierwszym laureatem spoza krajów skandynawskich został w 2007 polski astrofizyk Marek Abramowicz.

## Laureaci
- 1938: Olle Hedberg(inne języki)
- 1941: Lennart von Post(inne języki)
- 1944: Eyvind Johnson
- 1947: Börje Kullenberg(inne języki)
- 1950: Tage Aurell(inne języki)
- 1953: Yngve Öhman(inne języki)
- 1956: Peder Sjögren(inne języki)
- 1959: Jerker Porath(inne języki)
- 1962: Åke Wassing(inne języki)
- 1965: Einar Stenhagen(inne języki)
- 1968: Birgitta Trotzig
- 1971: Kai Siegbahn
- 1974: Sven Delblanc
- 1977: Olof Rydbeck(inne języki)
- 1980: Hans O. Granlid(inne języki)
- 1983: Frans Wickman(inne języki)
- 1986: Sun Axelsson(inne języki)
- 1989: Bo G. Malmström(inne języki)
- 1992: Kerstin Ekman
- 1995: Bengt Gustafsson(inne języki)
- 1998: Sara Lidman
- 2001: Christina Moberg(inne języki)
- 2004: Per Gunnar Evander(inne języki)
- 2007: Marek Abramowicz
- 2010: Klas Östergren
- 2013: Erik Sturkell
- 2016: Ninni Holmqvist(inne języki)